# Семченко, Андрей Петрович
Андрей Петрович Семченко — советский учёный, доктор экономических наук, профессор ЛФЭИ.

## Биография
Родился в 1917 году в селе Писаревка. Член КПСС.
Окончил Ленинградский финансово-экономический институт.
Участник Великой Отечественной войны: курсант 3-го Ленинградского артиллерийского училища, командир взвода, батареи, начальник штаба и командир 226-го отдельного гвардейского дивизиона «Катюш», участник советско-японской войны
В 1947—1954 гг. — секретарь парткома, в 1954—1987 гг. — заведующий кафедрой политической экономии, декан заочного факультета и факультета повышения квалификации Ленинградского финансово-экономического института.
Умер в 1998 году в Санкт-Петербурге.

## Научная деятельность
Автор ряда трудов о финансировании инвестиций в условиях социалистического метода хозяйствования.
Среди ключевых работ:
- Семченко, Андрей Петрович. Интенсификация социалистического сельского хозяйства и повышение эффективности капитальных вложений : политико-экономический анализ : диссертация … доктора экономических наук : 08.00.01. — Ленинград, 1973. — 389 с. : ил.
- Семченко, Андрей Петрович. Проблемы повышения эффективности капитальных вложений и основных фондов сельского хозяйства СССР / А. П. Семченко ; М-во высш. и сред. спец. образования РСФСР. — Ленинград : Изд-во Ленингр. Ун-та, 1976. — 127 с.
- Semtschenko A. P. Die Investitionen als Faktor der Intensiverung der Landwirtschaftlichen Produktion/ A.P.Semtschenko, L.S. Tarassjewitsch// Geld und Finanzen in der sozialistischen Reproduktion /[Autorenkollektiv: I.D.Afanasenko, A.M.Alexandrow, Walter Bielig u.a.]. — Berlin : Die Wirtschaft, 1977. — S. 145—160.

## Награды
- Орден Октябрьской Революции
- Орден Красного Знамени (09.08.1944)
- Орден Отечественной войны II степени (24.04.1944, 01.08.1986)
- Орден Александра Невского (15.06.1945, 21.09.1945)
- Орден Красной Звезды (04.07.1942)